# This Is the Last Time
This Is The Last Time is de tweede commerciële single van de Britse band Keane. Van deze single zijn twee versies uitgekomen. Een versie van het Fierce Panda label en een versie van het Island Records label.

## Fierce Panda
Van This Is The Last Time Part 1 zijn 4000 stuks gemaakt. Het is de eerste uitgave van Keane buiten het Verenigd Koninkrijk en ook de enige single die in de Verenigde Staten uitkwam.

## Island Records
This Is The Last Time Part 2 is Keanes vierde single van het album Hopes and Fears. Bij deze uitgave kwam ook een dvd uit.

## Nummers

### Fierce Panda
1. "This Is The Last Time"
2. "Allemande"
3. "Can't Stop Now"

### Island Records
- Cd

1. "This Is The Last Time"
2. "She Opens Her Eyes"
3. "This Is The Last Time" (demo)
4. "This Is The Last Time" (video)

- Dvd

1. "Somewhere Only You Know" (geheim optreden)
2. "We Might As Well Be Strangers" (live in Villiers Theatre te Londen op 5 februari 2004.)
3. "This Is The Last Time" (live op Irving Plaza te New York op 29 september 2004.)
4. "This Is The Last Time" (video) en foto-galerij.

### Nederland
1. "This Is The Last Time"
2. "She Opens Her Eyes"

- Deze versie kwam uit op 18 maart 2005.

### Frankrijk
- Cd 1

1. "This Is The Last Time"
2. "She Opens Her Eyes"
3. "This Is The Last Time" (demo)
4. "This Is The Last Time" (video)

- Cd 2

1. "This Is The Last Time"
2. "Everybody's Changing" (live op het Airwaves Festival te Reykjavik op 23 oktober 2004.)

- Deze versie kwam uit op 3 oktober 2005.

### Verenigd Koninkrijk
1. "This Is The Last Time"
2. "She Opens Her Eyes"

- Deze versie is een 7" Vinyl.

## Hitnotering

### NPO Radio 2 Top 2000
| Nummer met noteringen in de NPO Radio 2 Top 2000 | '09  | '10  | '11  | '12  | '13  | '14  | '15  | '16  | '17  | '18-'19 | '20  | '21-'23 | '24  |
| ------------------------------------------------ | ---- | ---- | ---- | ---- | ---- | ---- | ---- | ---- | ---- | ------- | ---- | ------- | ---- |
| This Is the Last Time                            | 1261 | 1420 | 1612 | 1480 | 1302 | 1700 | 1766 | 1977 | 1741 | -       | 1940 | -       | 1951 |

1. ↑  Een '-' betekent dat het nummer niet was genoteerd en een vetgedrukt getal geeft de hoogste notering aan.
2. ↑  2009 was het eerste jaar met een notering voor dit nummer.